# Голощапы
Голощапы — деревня в Опочецком районе Псковской области России.
Входит в состав Варыгинской волости.

## География
Расположена на западном приграничье города Опочка.

## Население
| 2001 | 2002 | 2010 | 2013 | 2014 | 2015 | 2016 |
| ---- | ---- | ---- | ---- | ---- | ---- | ---- |
| 70   | ↗83  | ↘81  | ↗83  | ↗86  | ↘79  | ↗82  |

Численность населения по состоянию на начало 2001 года составляла 70 жителей.